# Peter Hayduk
Peter „Feile“ Hayduk (* 10. April 1953 in Schöningen) ist ein ehemaliger deutscher Fußballspieler und heutiger -trainer. Der Stürmer verbrachte den größten Teil seiner Karriere bei Hannover 96.

## Spielerkarriere
Seine Karriere startete Hayduk als Jugendlicher beim FC Schöningen 08.

### Profi in Braunschweig und Wechsel zu Hannover 96
Im Juli 1974 ging er zum damaligen Bundesligisten Eintracht Braunschweig, wo er jedoch ohne Bundesliga-Einsatz blieb. Daher wechselte Hayduk ein Jahr später zum Erzrivalen und Bundesligakonkurrenten Hannover 96. Hier konnte er sich sofort als Stammspieler durchsetzen. Sein Debüt bei den Roten feierte er am 9. August 1975 im Spiel gegen Borussia Mönchengladbach. In diesem Spiel gelang ihm auch sein erstes Bundesliga-Tor, als er beim 3:3 das zwischenzeitliche 2:2 nach einem Solo erzielte. Dieses Tor wurde zum Tor des Monats August 1975 gewählt. Am Ende der Saison verzeichnete Peter Hayduk in 32 Partien 11 Tore, darunter zwei Doppelpacks gegen Eintracht Frankfurt (3:2) und Bayer Uerdingen (3:1).

### 1. FC Saarbrücken
Seine guten Leistungen machten viele Bundesliga-Clubs auf ihn aufmerksam, und so wechselte Hayduk im Juli 1976, nach dem Abstieg von Hannover 96, zum 1. FC Saarbrücken. Doch hier konnte er seine gewohnten Leistungen nicht abrufen; der Stürmer kam in 22 Spielen nur auf ein Tor. Die Saison 1977/78 begann sehr schlecht für Hayduk. Bei Saarbrücken war er nur noch zweite Wahl und kam nur bei einem Spiel gegen den VfB Stuttgart zum Einsatz, als er in der 83. Minute für Konrad Eickels eingewechselt wurde.

### Wechsel zum Wuppertaler SV
Dies veranlasste ihn dazu, dass er seinen Vertrag bei den Saarländern auflöste. Nur kurze Zeit später unterschrieb der Schöninger beim Wuppertaler SV in der 2. Liga Nord. Sein Debüt gab er am 16. Spieltag bei der 1:3-Niederlage gegen Schwarz-Weiß Essen am 26. November 1977. Bereits im nächsten Spiel gegen Westfalia Herne trug Hayduk sich in die Schützenliste ein, als er das Tor zum 1:1-Endstand erzielte. Am 29. Spieltag wurde er im Spiel gegen Alemannia Aachen (0:1) verletzungsbedingt in der 40. Minute ausgewechselt. Am 5. Mai 1978 (35. Spieltag) gegen Schwarz-Weiß Essen feierte er seine Rückkehr. Insgesamt erzielte Hayduk in 15 Spielen fünf Tore. Auch die nächste Saison verlief erfolgreich für den Stürmer; er erzielte in 34 Spielen elf Tore, darunter drei Doppelpacks gegen Rot-Weiß Lüdenscheid (2:4) und zweimal gegen seinen Ex-Club Hannover 96 (5:3 und 2:2). Beim Wuppertaler SV wurde Peter Hayduk auch Stammspieler und spielte bis auf wenige Ausnahmen immer in der Startelf.

### Rückkehr zu Hannover 96
Nach zwei durchwachsenen Spielzeiten, als man jeweils 11. und 17. wurde, wechselte Peter Hayduk zur Saison 1979/80 zu seinem ehemaligen Verein Hannover 96. Hier avancierte Hayduk, wie in seiner ersten Zeit bei den Hannoveranern, wieder zum Stammspieler; bereits in seiner ersten Partie nach seiner Rückkehr erzielte er ein Tor zum zwischenzeitlichen 2:0 beim 4:2-Sieg gegen den OSC Bremerhaven. In der gesamten Saison erzielte Hayduk zwölf Tore in 37 Partien und agierte sehr gut mit seinem Sturmpartner Dieter Schatzschneider, der in dieser Saison sogar 34 Tore schoss. In den nächsten Jahren konnte er jedoch nicht an seinen Leistungen dieser Saison anknüpfen. Während er in der Saison 1980/81 in 39 Zweitliga-Partien noch acht Tore erzielte, darunter zwei Doppelpacks gegen Rot-Weiss Essen (4:1) und Tennis Borussia Berlin (5:3), waren es 1981/82 nur noch drei in 33 Spielen. In der Saison 1982/83 konnte „Feile“, wie er genannt wurde, immerhin neun Tore in 32 Spielen machen, darunter ein Hattrick gegen den BV 08 Lüttringhausen (3:6).
In der Saison 1983/84 kam Peter Hayduk bis zur Winterpause regelmäßig zum Einsatz und schoss sechs Tore in 16 Partien. Sein letztes Spiel absolvierte er am 12. November 1983 gegen Hertha BSC bis zur 84. Minute, ehe er gegen Detlef Hennies ausgewechselt wurde. In jenem Auswärtsspiel wurde er von Ole Rasmussen gefoult und erlitt dadurch einen doppelten Kreuzbandriss, Innenbandriss und Innenmeniskusriss, woraufhin er seine Profikarriere am folgenden Tag beenden musste. Im Spiel zuvor am 15. Spieltag gegen den VfL Osnabrück (3:2) erzielte er sein letztes Tor für Hannover 96, als er zum zwischenzeitlichen 1:0 traf.

## Trainerkarriere
Hayduk begann seine Trainerkarriere 1984. Er trainierte die Amateure von Hannover 96 und den ASC Nienburg. Am 1. Oktober 1991 ging er zu Sparta Langenhagen, deren Trainer er bis Ende Juni 1996 blieb. In den Saisons 1996/97 und 1997/98 war Peter Hayduk Trainer beim SC Harsum, wo er nach dem Abstieg aus der Oberliga entlassen wurde. Zur Saison 1999/2000 wurde Peter Hayduk als neuer Assistenztrainer von Uli Stein beim TuS Celle vorgestellt. Nach mehreren Trainerwechsel übernahm er den Club am 29. September 2001 interimsmäßig für vier Spiele bis zum 28. Oktober 2001. Zum Ende der Saison 2001/02 verließ er den Verein. 2004 wurde Hayduk Trainer bei der TSV Burgdorf. Nach Streitereien mit dem Vereinsvorstand verließ er den Club. Seit der Saison 2006/07 agiert er als Co-Trainer neben Kurt Becker beim SV Ramlingen-Ehlershausen.

## Auszeichnungen
- Schütze des Tores des Monats: August 1975

## Privates
Hayduk ist verheiratet.